# عيد ذكرى ميلاد يوحنا المعمدان

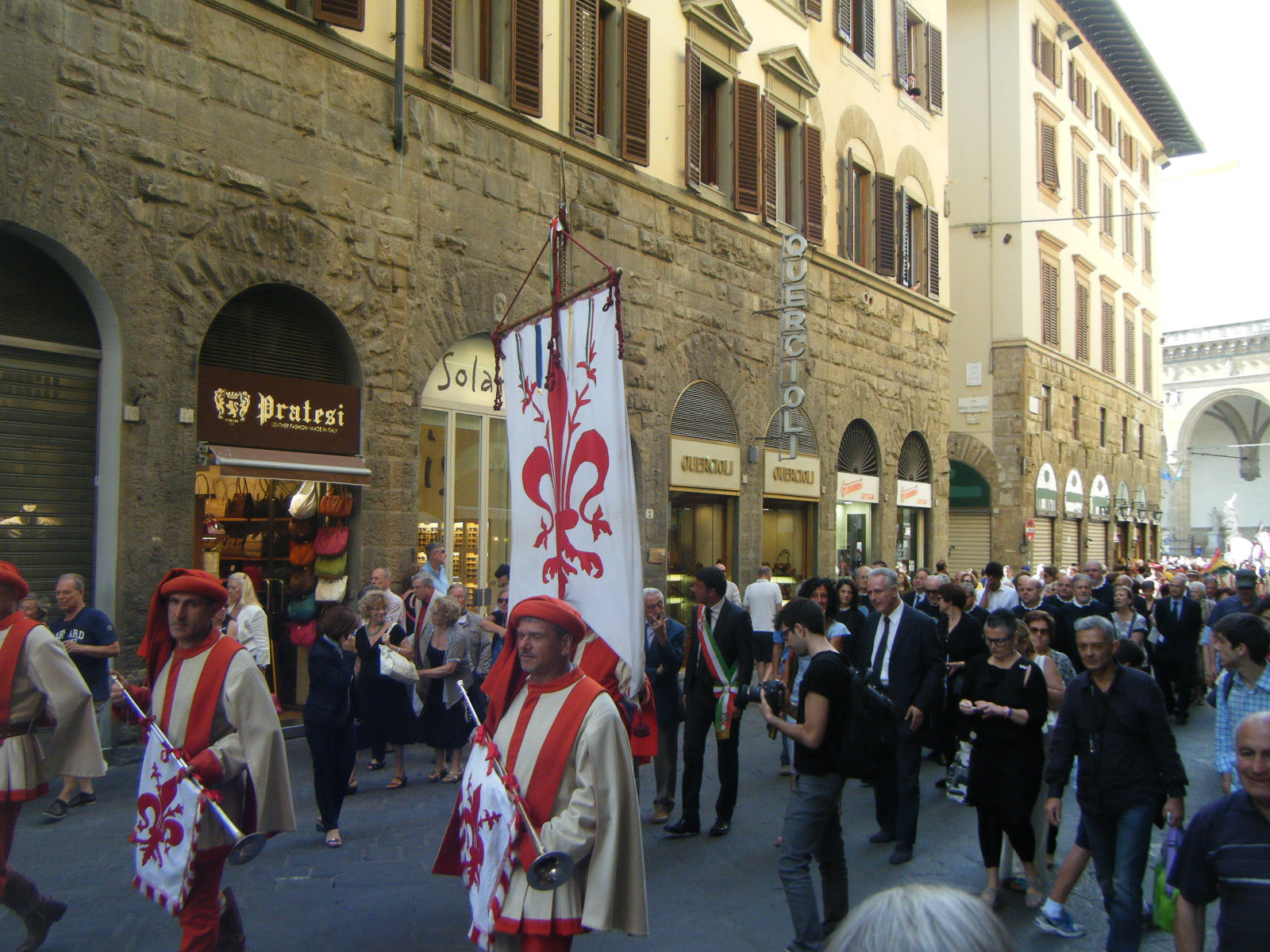
موكب عيد القديس يوحنا المعمدان في فلورنسا.

عيد ميلاد يوحنا المعمدان هو عيد مسيحي يحتفل فيه بميلاد يوحنا المعمدان. يحتفل به سنوياً في الرابع والعشرين من يونيو. وهو عيد طقسي رفيع في الكنيسة الكاثوليكية والكنيسة الأرثوذكسية الشرقية والأنجليكانية واللوثريه. وتأتي الرواية الانجيلية الوحيدة لميلاد يوحنا المعمدان من إنجيل لوقا.